# Cases Codina i Casas-Carbó

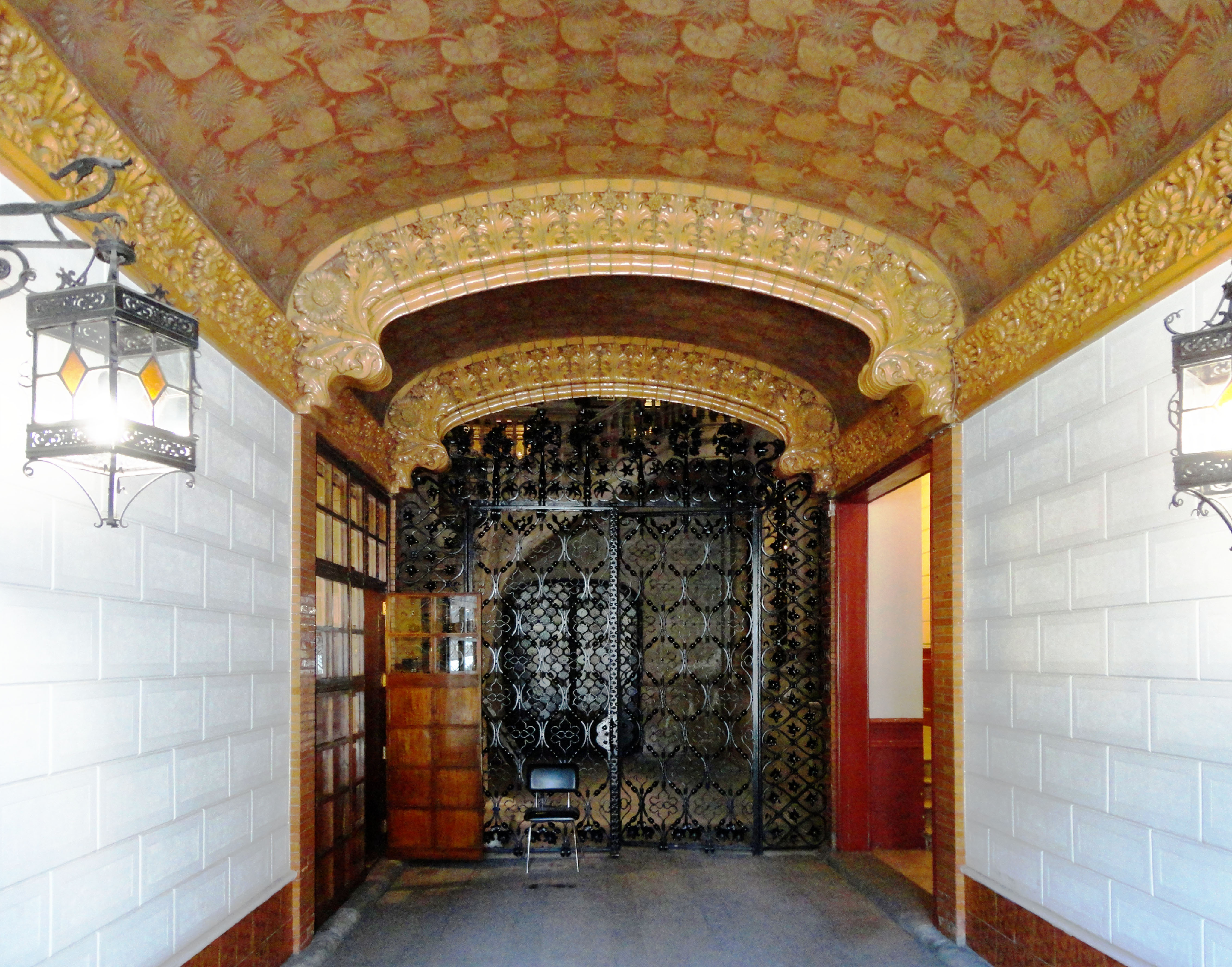
Vestíbul del núm. 96

Les Cases Codina i Casas-Carbó estan situades al passeig de Gràcia, 94 i 96 de Barcelona, just al costat de la Pedrera, i estan catalogades com a bé cultural d'interès local.

## Història
El 19 d'agost del 1892, l'indià Ramon Casas i Gatell va comprar als hereus del també indià Rafael Ferrer i Vidal ⅔ parts d'una finca del municipi de Gràcia on hi havia una fàbrica tancada des de feia temps. A l'operació hi va participar el germà de Rafael, l'empresari Josep Ferrer i Vidal, ja que hi havia una hipoteca sobre la finca des del 1882. El 29 d'agost, Casas va presentar el projecte d'un edifici d'habitatges (actual núm. 96), signat per l'arquitecte Antoni Rovira i Rabassa (1845-1919), i el 1894, va demanar permís per a construir-hi dues tribunes al pis principal, segons el projecte del mateix autor. Aquest pis seria la residència familiar i el taller del seu fill, el pintor Ramon Casas i Carbó, i entre el 1941 i el 2015 va ser ocupat per la franquícia Vinçon. També hi va viure Santiago Rusiñol.
La ⅓ part restant del solar quedà en possessió de la família Ferrer-Vidal, que el 1893 la vengué a Jordi Faubert i Cassard. El 1898, aquest la vengué a l'enginyer Josep Codina i Prats, casat amb Elisa Casas i Carbó, que va presentar el projecte d'un altre edifici d'habitatges (actual núm. 94), signat pel mestre d'obres Ramon Ribera i Rodríguez, tot i que ha estat atribuït al mateix Rovira i Rabassa. Entre 1990 i 1991 fou rehabilitat pels arquitectes Tous i Fargas, i reformat de nou el 2016 per Ribas i Ribas Arquitectes com a seu de la joieria Rabat.

## Descripció
Es tracta de dos edificis d'habitatges construïts a la mateixa època i amb elements decoratius molt similars. No obstant això, no es pot dir que siguin bessons, donat que presenten diferències en la seva disposició general.

### Passeig de Gràcia, 94
De planta baixa i quatre pisos, la façana, decorada amb un parament carreuat, presenta una certa simetria i està enterament realitzada amb pedra, inclosos els elements decoratius. Els baixos, de pedra amb tractament llis, estan articulats per dues obertures inserides dins d'arcs mixtilinis, els quals presenten un petit capitell decorat als extrems. Al centre d'ambdós espais se situa una finestra actualment cegada. A la part superior destaca una filera de nou mènsules, les tres centrals de dimensions majors, que sustenten la tribuna del pis principal. Aquesta és triple i es repeteix al buit central del primer pis. En aquest, els balcons que la flanquegen prenen la forma d'arc molt rebaixat, recorregut per un fris floral i acabat per una balustrada de pedra ricament ornamentada amb fullatge, pinyes i altres fruites. Al segon pis, les balustrades dels tres balcons desapareixen per cedir el seu lloc a una barana, també de pedra i amb motius similars. El balcó central, però, és el coronament de la tribuna i en aquest cas s'ha tancat amb una balustrada en forma de pentàgon, seguint els angles de la mateixa tribuna. En el cas de la tercera i última planta, les obertures passen a ser cinc en comptes de tres i pràcticament es toquen entre si. L'acabament de totes és una barana de pedra, a excepció de la central, que té una balustrada formant un púlpit. Sobre aquests balcons s'agrupen tres decoracions que, a la vegada, consisteixen en tres cercles units. El coronament és de línies corbes, amb quatre petits balcons de ferro forjat inscrits en l'espai esfèric format per la curvatura. Al centre, en relleu, figura la data 1898.

### Passeig de Gràcia, 96
De planta baixa i quatre pisos, la façana destaca per la seva simetria i els nivells clarament diferenciats a través dels balcons amb baranes de pedra amb traceries vegetals calades. La planta principal presenta un balcó corregut amb voladís de pedra i barana de traceria vegetal calada, tot disposant (a ambdós costats) de dues tribunes que són la base als balcons del pis superior. Aquest segon nivell presenta al tram central una tribuna d'iguals característiques a les ja descrites. Les obertures dels diferents nivells són finestres en balcó (ampitat i en voladís) a excepció del darrer pis, el qual es disposa a manera de galeria porticada amb pilars de secció quadrada. Les llindes de les finestres estan decorades amb motius vegetals, tot completant el programa decoratiu els elements florals localitzats a la cornisa. La façana és íntegrament de pedra, amb carreus desbastats que queden a la vista i contrasten amb el nivell superior (on es troba la galeria) de carreus polits.
L'accés es realitza a través d'un vestíbul allargat cobert amb una volta molt rebaixada correguda i pintada i decorada amb motius vegetals i florals. Aquest motiu, molt recurrent en tota la decoració de la finca, es combina amb fulls d'acant i està present en tot el vestíbul, no tan sols a la volta pintada sinó als aplics ceràmics, obra de Josep Orriols, de les impostes d'aquest i el sòcol de la paret, la qual està decorada amb contraplacats que imiten carreus.
Un arc ceràmic amb una reixa de ferro, obra dels germans Flinch (tots dos elements decorats amb els mateixos elements florals), donen accés a un espai restringit només a l'ús dels ocupants de la planta noble. En aquest espai (que recorda els patis dels grans casals urbans medievals i barrocs) hi ha una gran escala monumental de pedra que condueix a la planta noble (a la resta de pisos s'hi accedeix a través d'una escala de veïns més modesta desenvolupada a un costat del vestíbul), caracteritzada per la gran qualitat dels materials i els motius decoratius, tot posant especial atenció a la columna de fust torçat vegetal localitzada al principi de la barana que funciona com base a una llum de ferro i vidre.
La planta noble presenta un alçat totalment obert amb un pòrtic que circumda les seves quatre façanes, amb columnes corínties de fust llis que sostenen un entaulament pintant a sobre del qual es recolza la gran claraboia central que cobreix l'espai. Aquest pis es caracteritza per la presència d'una estructura amb arcuacions i columnes de fust torçat vegetal i daurat que a manera de llotja divideix l'àmbit on es troba. Destaquen els sostres de fusta amb motius vegetals i daurats molt puntuals, els arrambadors de fusta i la xemeneia de pedra esculpida amb una profusa decoració vegetal i dos caps de lleó a sengles costats; la llar de foc es tanca amb un element de ferro que repeteix el motiu floral ja vist en altres punts, obra de Josep Pascó.